# Кондейша-а-Нова (парафія)
Кондейша-а-Нова (порт. Condeixa-a-Nova; МФА: [kõ.ˈdɐj.ʃɐ-ɐ-ˈno.vɐ]) — парафія в Португалії, у муніципалітеті Кондейша-а-Нова. Розташована в західній частині країни, на теренах історичної португальської провінції Бейра. Входить до складу округу Коїмбра. За адміністративним поділом, чинним до 1976 року, терени парафії були складовою провінції Берегова Бейра. Належить до Коїмбрської діоцезії Католицької церкви. Патрон — свята Христина. Площа — 3,4737 км². Населення — 5136 ос. (2011). Середньо урбанізований регіон. Густота населення — 1478,54 осіб/км²
. Код — 060404.

## Населення
| Кількість мешканців | Кількість мешканців | Кількість мешканців | Кількість мешканців | Кількість мешканців | Кількість мешканців | Кількість мешканців | Кількість мешканців | Кількість мешканців | Кількість мешканців | Кількість мешканців | Кількість мешканців | Кількість мешканців | Кількість мешканців | Кількість мешканців |
| ------------------- | ------------------- | ------------------- | ------------------- | ------------------- | ------------------- | ------------------- | ------------------- | ------------------- | ------------------- | ------------------- | ------------------- | ------------------- | ------------------- | ------------------- |
| 1864                | 1878                | 1890                | 1900                | 1911                | 1920                | 1930                | 1940                | 1950                | 1960                | 1970                | 1981                | 1991                | 2001                | 2011                |
| 1 169               | 1 209               | 1 658               | 1 734               | 1 848               | 1 910               | 1 860               | 2 041               | 2 010               | 1 931               | 1 969               | 2 455               | 2 656               | 3 980               | 5 136               |